# アドリー・マンスール
アドリー・マフムード・マンスール（アラビア語: عدلي محمود منصور, ラテン文字転写: Adly Mahmoud Mansour、1945年12月23日 - ）は、エジプトの判事、政治家。元最高憲法裁判所長官。2013年エジプトクーデターの際には暫定大統領に任命された。

## 略歴
カイロに生まれる。1967年にカイロ大学を卒業。同年に法学士を、1969年には公法の学位を、1970年には経営学の学位を取得した。その年に国務院に着任した。その後は奨学金を得て、1975年にパリに留学、フランス国立行政学院で経営学と行政学を学び、1977年に卒業。カイロに戻り、エジプトの司法界で出世を続けた。1992年には最高憲法裁判所の副長官に就任。2013年5月19日ムハンマド・ムルシー大統領から、6月30日に最高憲法裁判所長官を退任するマーヘル・エル＝ベヘイリーの後任として指名された。

### エジプト・クーデター
2013年、ムルシー大統領の退陣を要求するデモが続く中、7月1日に軍はムルシーに対して48時間以内に譲歩を行い事態を収拾するよう求め、大統領府は、各政治勢力が参加する暫定政権設置と選挙実施を提案したが、7月3日にアブドルファッターフ・アッ＝シーシー国防大臣が国営放送でテレビ演説を行い、憲法の停止とムルシーの権限剥奪を発表。暫定政権へ移行することとなり、暫定大統領として一時はモハメド・エルバラダイなどの名前も挙がったが、2日前に最高憲法裁判所長官に就任したばかりのマンスールが就くことが発表された。
マンスールは7月4日に最高憲法裁判所で就任宣誓を行い、共和制の維持、国民の利益を守ることなどを演説で表明した。
7月8日、2013年中に新しい憲法を制定し、議会選挙と大統領選挙を2014年に行うことを、大統領令を通じて発表した。9日には副大統領にモハメド・エルバラダイ、首相に2011年革命後の軍統治時代に副首相、財務大臣を務めたハーゼム・エル＝ベブラーウィーを指名した。
8月13日、新たに18人の県知事を任命した。ただ、そのうちの13人が軍や治安機関出身者であることから、批判が出ている。